# Kaj storiti?
Kaj storiti? Pereča vprašanja našega gibanja (rusko Что делать? Наболевшие вопросы нашего движения, Čto delat'? Nabolevšie voprosy našego dviženija) je pamflet ruskega revolucionarja Vladimirja Lenina iz leta 1902. Pamflet je postavljen kot nadaljevanje in razvoj konceptov, postavljenih v članku »Kako začeti«; članek je bil objavljen v komunističnem (takrat socialdemokratskem) časopisu Iskra.
Delo obravnava vprašanje svobode kritike v partiji ter vlogo revolucionarne avantgarde v razrednem boju, pa tudi vprašanje organizacije in distribucije omenjenega časopisa Iskra kot revolucionarnega projekta. Vsa vprašanja Lenin obravnava v takratnih zgodovinskih pogojih socialdemokratske stranke (delovanja pod carskim absolutizmom ter naraščajoči notranji razkol med zmernim in revolucionarnim krilom stranke).

## Glavne teme

### Svoboda kritike in oportunizem
Pri vprašanju svobode kritike v partiji Lenin izpostavi, da ta načenja tudi temeljne nazore partije ter njihovo teoretično podlago, s tem pa tudi njene dolgoročne cilje. Nadalje poda empirično opazko, da se svobode kritike nasproti "dogmatičnemu" (revolucionarnemu) marksizmu poslužuje predvsem oportunistična struja, ki na račun kratkoročnih pridobitev opušča dolgoročne cilje družbene preobrazbe (iz kapitalizma v komunizem). Kot takšne primere navede Eduarda Bernsteina iz Nemčije (tega je kritizirala tudi Rosa Luxemburg, ki je tudi obravnavala svobodo kritike v partiji), fabiansko društvo iz Velike Britanije, posibiliste v Franciji ter časopisa "Rabočaja misel" in "Rabočeje delo" v Rusiji. Lenin tako vprašanje svobode kritike vidi kot teoretski boj med revolucionarnim in oportunističnim krilom delavskega gibanja (in tudi znotraj same partije), pomembnost tega boja (brez katerega trdi, da ne more biti revolucionarnega gibanja) pa podkrepi s citiranjem Friedricha Engelsa (natančneje: njegovega dela Nemška kmečka vojna), ki je teoretski boj smatral za enega izmed treh glavnih vej razrednega boja (preostali veji sta ekonomski in politični boj).

### Revolucionarna avantgarda in spontanizem
Iz pomembnosti teoretskega boja Lenin izpelje pomembnost revolucionarne avantgarde, ki že obstoječe družbene boje poveže in radikalizira v revolucionarni razredni boj. Ta avantgarda se ne razvije "spontano" iz delavskega gibanja, ampak deluje kot zunanja sila. Za delavski boj Lenin trdi, da ta sam na sebi, brez "zunanjega pritiska" avantgarde, ne more preseči sindikalnega (v tekstu "trade-unionističnega") boja. Nadalje postavi, da je revolucionarna avantgarda nujna za vzpostavitev tako politične razsežnosti revolucionarnega boja kot povezovanja boja ostalih zatiranih družbenih razredov (na primer progresivnega dela malomeščanstva). Lenin kot primer navede boj proti ruskemu carizmu in poudari, da je takšno povezovanje družbenih bojev pod okriljem revolucionarnega proletariata (in njegove avantgarde) ključno za odpravljanje vsakršnega družbenega zatiranja.
Vprašanje avantgarde in njene pomembnosti v razrednem boju Lenin obravnava preko kritike oportunizma, ki zavrača koncept revolucionarne avantgarde. Temu Lenin reče spontanizem oziroma "poklekanje pred spontanostjo", pri čemer postavi ločnico med dvema verzijama. 
Prva različica je oportunizem, ki uvajanje marksistične teorije v delavski boj vidi kot zatiranje spontanega razvoja delavskega gibanja in vzpostavitev diktatorske oblasti nad njim. Ta različica spontanizma pod povezovanjem političnega in ekonomskega boja pojmuje, da naj vsebina političnega boja izhaja iz zahtev sindikalnega boja; po tem se razlikuje od revolucionarne pozicije, ki zahteva prevzem in radikalno preobrazbo politične oblasti. Takšno pojmovanje delavskega boja je znano kot ekonomizem, za katerega Lenin šaljivo pripomni, da je zamešal med pojmoma "avant-garde" (predstraža) in "arier-garde" (zaščitnica). 
Kot drugo različico oportunizma, ki "pokleka pred spontanostjo", Lenin označi terorizem (kot politično taktiko). Ta je po Leninu spontanističen, ker se ne poslužuje delovanja med ljudskimi množicami, njihovim organiziranjem ter razvojem razredne zavesti; nasprotno se zanaša, da se bo vse to spontano razvilo, za kar pa je potrebna le spodbuda v obliki posameznih nasilnih (terorističnih) dejanj. 
Obema različicama oportunizma je (po Leninu) skupno (neupravičeno) zaupanje v revolucionarnost spontanega razvoja razrednega boja; v primeru ekonomizma, da se bo sindikalni boj spontano razvil v revolucionarni boj, v primeru terorizma pa, da bodo posamezna nasilna dejanja spontano vodila v upor.

### Iskra kot partijski projekt
Organizacijo Iskre kot vseruskega partijskega časopisa Lenin obravnava v okvirju vprašanja partijske organizacije in pomena njenega centralnega upravljanja. 
Iz prvega vidika zahteva organizacija ilegalnega časopisa, ki redno izhaja, poleg medsebojne koordinacije tudi poznavanje konspirativnega delovanja. Dodaten pomen je v možnosti, da takšen časopis opravlja tudi propagandno funkcijo. Pri tem je razlika med agitacijo in propagando v tem, da se prva osredotoča na konkretne primere (npr. položaj delavcev v neki tovarni), druga pa vključuje in obrazloži teoretsko podlago partije. Iz teh razlogov je Lenin v letu 1902, ko je socialdemokratska partija bila še potisnjena v ilegalo v stanje ideološke zmede, Iskro videl kot projekt, ki bi bistveno pripomogel k razvoju partije.
Iz drugega vidika je Lenin prednost centralnega časopisa in centralnega koordiniranja nasploh videl v  učinkovitejši rabi (omejenega) partijskega kadra in materialnih virov. Za primer navede, da imajo lokalni časopisi problem nerednega izhajanja, na nacionalnem (makro) nivoju pa predstavljajo veliko (nepotrebnega) podvajanja; na osnovi tega argumentira, da bi redni nacionalni časopis (v tem primeru Iskra) dosegel večje rezultate z manj vloženega truda in sredstev. Isti pristop uporablja za ostalo partijsko delovanje, kamor so spadali tudi, na primer, bralni krožki in agitacija znotraj sindikatov.